# Kalamnuri
Kalamnuri è una città dell'India di 20.627 abitanti, situata nel distretto di Hingoli, nello stato federato del Maharashtra. In base al numero di abitanti la città rientra nella classe III (da 20.000 a 49.999 persone).

## Geografia fisica
La città è situata a 19° 40' 0 N e 77° 19' 60 E e ha un'altitudine di 479 m s.l.m..

## Società

### Evoluzione demografica
Al censimento del 2001 la popolazione di Kalamnuri assommava a 20.627 persone, delle quali 10.704 maschi e 9.923 femmine. I bambini di età inferiore o uguale ai sei anni assommavano a 3.300, dei quali 1.691 maschi e 1.609 femmine. Infine, coloro che erano in grado di saper almeno leggere e scrivere erano 13.596, dei quali 7.897 maschi e 5.699 femmine.